# アリレン
アリレン(Arylene)またはアレンジイル(Arenediyl)は、芳香族炭化水素(アレーン)の環の2つの炭素原子から1つの水素原子が除去された構造に由来する有機化合物である。フェニレン等が含まれる。